# Thonhof (Windsbach)
Thonhof (fränkisch: Dohnhuf) ist ein Gemeindeteil der Stadt Windsbach im Landkreis Ansbach (Mittelfranken, Bayern). Thonhof liegt in der Gemarkung Winkelhaid.

## Geografie
Südlich der Einöde erhebt sich der Geiersberg (513 m ü. NHN), 1,25 km westlich liegen die Tonfelder und 1 km nördlich die Lüßäcker. Ein Anliegerweg führt 0,3 km östlich zur Bundesstraße 466.

## Geschichte
Thonhof wurde im Eichstätter Salbuch aus dem Jahr 1300 erstmals aufgelistet. Der Ort gehörte zu den Gütern der Burg Wernfels und bestand damals aus sieben Anwesen. 1447 gab es nur noch zwei Anwesen, 1615 schließlich nur noch ein Anwesen. Im Ort gab es ursprünglich auch eine Kirche mit dem Patrozinium der Katharina von Alexandrien (St. Katharinenkirche). 1319 wurde der Ort „ze dem Tan“ bezeichnet, 1510 als „Tannhof“, 1640 als „Donnhof“. Das Bestimmungswort des Ortsnamens ist die Pflanzengattung Tanne.
Im eichstättischen Salbuch von 1671 wurde für Thonhof ein Untertan angegeben, der dem Kastenamt Spalt unterstand.
Gegen Ende des 18. Jahrhunderts gehörte der Thonhof zur Realgemeinde Winkelhaid. Der Ganzhof hatte weiterhin Kastenamt Spalt als Grundherrn. Unter der preußischen Verwaltung (1792–1806) des Fürstentums Ansbach erhielt der Thonhof bei der Vergabe der Hausnummern die Nr. 21 des Ortes Winkelhaid. Von 1797 bis 1808 unterstand der Ort dem Justiz- und Kammeramt Windsbach.
Im Geographischen statistisch-topographischen Lexikon von Franken (1799) wird der Ort folgendermaßen beschrieben:

„Donhof, oder Thonhof, Eichstättischer zum Pfleg- und Kastenamte Wernfels Spalt gehöriger Einödhof, in dem Fraischbezirke des Ansbachischen Kameralamts Windspach, eine kleine halbe Stunde westlich von Deulenberg, von Keeshofen aber nur einen Büchsenschuß weit nördlich gelegen.“

Im Rahmen des Gemeindeedikts wurde Thonhof dem 1809 gebildeten Steuerdistrikt Wassermungenau und der 1810 gegründeten Ruralgemeinde Wassermungenau zugeordnet. Mit dem Zweiten Gemeindeedikt (1818) wurde Thonhof in die neu gebildete Ruralgemeinde Winkelhaid umgemeindet. Diese wurde am 1. Juli 1972 im Zuge der Gebietsreform in Bayern in die Stadt Windsbach eingegliedert.

### Einwohnerentwicklung
| Jahr      | 001818 | 001840 | 001861 | 001871 | 001885 | 001900 | 001925 | 001950 | 001961 | 001970 | 001987 |
| Einwohner | 14     | 11     | 12     | 10     | 17     | 13     | 9      | 12     | 5      | 4      | 6      |
| Häuser    | 2      | 1      |        |        | 3      | 2      | 1      | 2      | 2      |        | 1      |
| Quelle    | [ 18 ] | [ 19 ] | [ 20 ] | [ 21 ] | [ 22 ] | [ 23 ] | [ 24 ] | [ 25 ] | [ 26 ] | [ 27 ] | [ 1 ]  |

## Religion
Der Ort ist seit der Reformation evangelisch-lutherisch geprägt und nach St. Andreas (Wassermungenau) gepfarrt. Die Einwohner römisch-katholischer Konfession sind nach St. Nikolaus (Mitteleschenbach) gepfarrt.